# Kaiserswerth
Kaiserswerth, Düsseldorf-Kaiserswerth – jedna ze starszych dzielnic miasta Düsseldorf w Niemczech, w okręgu administracyjnym 5, w kraju związkowym Nadrenia Północna-Westfalia, w rejencji Düsseldorf. Położona jest nad Renem, w północnej części miasta. Kaiserwerth liczy 7 897 mieszkańców (31 grudnia 2011) i zajmuje powierzchnię 4,71 km². 
Do 31 marca 1929 samodzielne miasto.  
W 1836 w Kaiserswerth powstał zakład diakonijny, którego twórcą był Theodor Fliedner, uhonorowany w luterańskim kalendarzu liturgicznym jako odnowiciel społeczeństwa. W zakładzie kształciła się w zawodzie pielęgniarki m.in. Florence Nightingale.